# NGC 244
NGC 244 es una galaxia lenticular localizada en la constelación de Cetus.